# Serie A1 2019-2020 (pallanuoto maschile)
La Serie A1 2019-2020 è stata la 101ª edizione della massima serie del campionato italiano maschile di pallanuoto. La regular season è iniziata il 5 ottobre 2019 ed avrebbe dovuto concludersi il 23 maggio 2020. Il campionato, a causa della pandemia determinata dal Covid-19 che ha colpito l'Italia è stato prima temporaneamente sospeso nel mese di febbraio e poi definitivamente interrotto nel mese di maggio. La Federazione Italiana del Nuoto (FIN) ha stabilito di non attribuire il titolo di campione d'Italia e di bloccare retrocessioni e promozioni.
Le squadre neopromosse sono state la Rari Nantes Salerno e il Telimar Palermo.

## Novità
Per la stagione 2019-2020 rispetto alla stagione precedente erano state introdotte alcune novità riguardanti i play off e i play out. Lo scudetto sarebbe stato assegnato dallo scontro diretto tra le prime due società classificate al termine della stagione regolare; il terzo posto, che assegna l'ultimo pass utile per partecipare alla Champions League della stagione successiva, sarebbe stato determinato dal confronto tra le società terza e quarta classificate. Il quinto posto, ultimo per partecipare alla Euro Cup della stagione successiva, sarebbe stato determinato dalla classifica della stagione regolare.
L'ultima squadra classificata sarebbe dovuta retrocedere in serie A2, la seconda retrocessione sarebbe stata determinata dallo scontro diretto tra le società dodicesima e tredicesima classificate a meno che non vi siano 10 o più punti di differenza che determinerebbero la retrocessione diretta della tredicesima classificata.
Le serie dei playoff e playout salvezza si sarebbero disputate al meglio delle due partite su tre. La prima partita ed eventuale terza partita si sarebbero dovute disputerare in casa della squadra meglio classificata al termine della stagione regolare.

## Squadre partecipanti
| Club              | Città              | Piscina                                 | Stagione 2018-2019                                                         |
| ----------------- | ------------------ | --------------------------------------- | -------------------------------------------------------------------------- |
| AN Brescia        | Brescia            | Centro Natatorio Mompiano               | 2ª in Serie A1                                                             |
| Canottieri Napoli | Napoli             | Piscina "Alba Oriens" (Casoria)         | 11ª in Serie A1                                                            |
| Florentia         | Firenze            | Piscina Goffredo Nannini                | 7ª in Serie A1                                                             |
| Lazio             | Roma               | Stadio Olimpico del Nuoto               | 10ª in Serie A1                                                            |
| Ortigia           | Siracusa           | Piscina Paolo Caldarella                | 5ª in Serie A1                                                             |
| Posillipo         | Napoli             | Piscina Felice Scandone                 | 4ª in Serie A1                                                             |
| Pro Recco         | Recco (GE)         | Piscina Comunale (Sori)                 | 1ª in Serie A1; campione d'Italia in carica; vincitrice della Coppa Italia |
| Quinto            | Genova             | Stadio del Nuoto di Albaro              | 8ª in Serie A1                                                             |
| Roma Nuoto        | Roma               | Foro Italico - Piscina dei "Mosaici"    | 6ª in Serie A1                                                             |
| Salerno           | Salerno            | Piscina Simone Vitale                   | 1ª nel girone Sud Serie A2, promossa dopo i Play-off                       |
| Savona            | Savona             | Piscina Carlo Zanelli                   | 9ª in Serie A1                                                             |
| Sport Management  | Busto Arsizio (VA) | Piscine Manara                          | 3ª in Serie A1                                                             |
| Telimar Palermo   | Palermo            | Piscina olimpionica comunale di Palermo | 2ª nel girone Sud Serie A2, promossa dopo i Play-off                       |
| Trieste           | Trieste            | Polo Natatorio "Bruno Bianchi"          | 12ª in Serie A1                                                            |

## Allenatori
| Club              | Allenatore            |
| ----------------- | --------------------- |
| AN Brescia        | Alessandro Bovo       |
| Canottieri Napoli | Christian Andrè       |
| Florentia         | Roberto Tofani        |
| Lazio             | Claudio Sebastianutti |
| Ortigia           | Stefano Piccardo      |
| Posillipo         | Roberto Brancaccio    |
| Pro Recco         | Ratko Rudić           |
| Quinto            | Gabriele Luccianti    |
| Roma Nuoto        | Roberto Gatto         |
| Salerno           | Matteo Citro          |
| Savona            | Alberto Angelini      |
| Sport Management  | Marco Baldineti       |
| Telimar Palermo   | Pierluigi Formiconi   |
| Trieste           | Daniele Bettini       |

## Regular season

### Classifica
|  | Pos. | Squadra           | Pt | G  | V  | N | P  | GF  | GS  | DR   |
|  | ---- | ----------------- | -- | -- | -- | - | -- | --- | --- | ---- |
|  | 1.   | Pro Recco         | 48 | 16 | 16 | 0 | 0  | 296 | 88  | +208 |
|  | 2.   | AN Brescia        | 39 | 15 | 13 | 0 | 2  | 190 | 100 | +90  |
|  | 3.   | Ortigia           | 39 | 16 | 13 | 0 | 3  | 159 | 126 | +33  |
|  | 4.   | Sport Management  | 34 | 16 | 11 | 1 | 4  | 170 | 118 | +52  |
|  | 5.   | Savona            | 25 | 16 | 7  | 4 | 5  | 161 | 159 | +2   |
|  | 6.   | Roma Nuoto        | 23 | 16 | 7  | 2 | 7  | 164 | 178 | -14  |
|  | 7.   | Trieste           | 23 | 16 | 7  | 2 | 7  | 163 | 187 | -24  |
|  | 8.   | Salerno           | 21 | 16 | 6  | 3 | 7  | 141 | 180 | -39  |
|  | 9.   | Quinto            | 18 | 16 | 5  | 3 | 8  | 136 | 153 | -17  |
|  | 10.  | Florentia         | 15 | 16 | 4  | 3 | 9  | 140 | 208 | -68  |
|  | 11.  | Lazio             | 14 | 15 | 4  | 2 | 9  | 141 | 170 | -29  |
|  | 12.  | Posillipo         | 12 | 16 | 3  | 3 | 10 | 135 | 180 | -45  |
|  | 13.  | Telimar Palermo   | 5  | 16 | 1  | 2 | 13 | 151 | 201 | -50  |
|  | 14.  | Canottieri Napoli | 4  | 16 | 1  | 1 | 14 | 119 | 218 | -99  |

Legenda:
      Ammesse ai play off per titolo Campione d'Italia e qualificazione alla  LEN Champions League 2020-2021.
      Ammesse ai play off per la LEN Champions League 2020-2021.
      Ammessa alla LEN Euro Cup 2020-2021.
      Ammesse ai Play out.
      Retrocessa in Serie A2 2020-2021.

### Calendario e risultati
| 05-10-19 | 1ª giornata                | 15-02-20 |
| 9-10     | Telimar - Sport Management | 9-16     |
| 8-8      | CC Napoli - Savona         | 9-12     |
| 4-13     | Salerno - AN Brescia       | 7-14     |
| 13-11    | Trieste - Lazio            | 9-13     |
| 3-21     | Florentia - Pro Recco      | 5-20     |
| 13-12    | Roma - Posillipo           | 13-11    |
| 7-6      | Ortigia - Quinto           | 10-8     |

| 26-10-19 | 4ª giornata                  | 04/07-03-20 |
| 10-8     | Quinto - Trieste             | 13-14       |
| 26-5     | Pro Recco - CC Napoli        | 20-3        |
| 7-12     | Telimar - Roma               | 8-12        |
| 6-17     | Lazio - AN Brescia           | -           |
| 5-6      | Savona - Ortigia             | 8-9         |
| 12-4     | Sport Management - Florentia | 10-7        |
| 11-11    | Posillipo - Salerno          | 9-7         |

| 16-11-19 | 7ª giornata                  | 18-04-20 |
| 11-2     | Pro Recco - Savona           | -        |
| 10-7     | Lazio - Posillipo            | -        |
| 7-15     | CC Napoli - Sport Management | -        |
| 12-11    | Salerno - Telimar            | -        |
| 11-10    | Trieste - Ortigia            | -        |
| 14-8     | AN Brescia - Quinto          | -        |
| 13-11    | Florentia - Roma             | -        |

| 30-11-19 | 10ª giornata                 | 02-05-20 |
| 11-11    | Quinto - Posillipo           | -        |
| 10-10    | Telimar - Lazio              | -        |
| 16-9     | Savona - Trieste             | -        |
| 6-13     | Sport Management - Pro Recco | -        |
| 13-7     | Florentia - Salerno          | -        |
| 15-6     | Roma - CC Napoli             | -        |
| 5-6      | Ortigia - AN Brescia         | -        |

| 08-02-20 | 13ª giornata              | 23-05-20 |
| 10-8     | Quinto - Telimar          | -        |
| 20-8     | Pro Recco - Roma          | -        |
| 15-8     | Lazio - Florentia         | -        |
| 10-12    | CC Napoli - Salerno       | -        |
| 9-7      | Savona - Sport Management | -        |
| 6-10     | Posillipo - Ortigia       | -        |
| 16-5     | AN Brescia - Trieste      | -        |

| 16/19-10-19 | 2ª giornata                | 19/22-02-20 |
| 8-8         | Quinto - Roma              | 8-9         |
| 19-8        | Pro Recco - Trieste        | 16-6        |
| 11-14       | Lazio - Salerno            | 10-12       |
| 14-13       | Savona - Telimar           | 12-9        |
| 8-11        | Sport Management - Ortigia | 6-9         |
| 10-10       | Posillipo - Florentia      | 9-13        |
| 14-4        | AN Brescia - CC Napoli     | 10-7        |

| 02-11-19 | 5ª giornata                | 14-03/01-04-20 |
| 11-11    | Lazio - Savona             | -              |
| 6-10     | CC Napoli - Posillipo      | -              |
| 9-9      | Salerno - Quinto           | -              |
| 9-9      | Trieste - Sport Management | -              |
| 9-11     | AN Brescia - Pro Recco     | -              |
| 14-14    | Florentia - Telimar        | -              |
| 6-9      | Roma - Ortigia             | -              |

| 23-11-19 | 8ª giornata                   | 25-04-20 |
| 8-6      | Quinto - Lazio                | -        |
| 15-8     | Telimar - CC Napoli           | -        |
| 12-12    | Savona - Florentia            | -        |
| 8-5      | Sport Management - AN Brescia | -        |
| 2-20     | Posillipo - Pro Recco         | -        |
| 12-12    | Roma - Trieste                | -        |
| 9-7      | Ortigia - Salerno             | -        |

| 07-12-19 | 11ª giornata                 | 06/09-05-20 |
| 9-8      | Quinto - Savona              | -           |
| 24-6     | Pro Recco - Telimar          | -           |
| 11-13    | Lazio - Ortigia              | -           |
| 15-10    | CC Napoli - Florentia        | -           |
| 8-5      | Salerno - Trieste            | -           |
| 7-13     | Posillipo - Sport Management | -           |
| 15-9     | AN Brescia - Roma            | -           |

| 23-10-19 | 3ª giornata             | 26-02-20 |
| 7-8      | CC Napoli - Lazio       | -        |
| 6-18     | Salerno - Pro Recco     | -        |
| 11-5     | Trieste - Posillipo     | -        |
| 14-8     | AN Brescia - Savona     | -        |
| 7-6      | Florentia - Quinto      | -        |
| 5-16     | Roma - Sport Management | -        |
| 12-6     | Ortigia - Telimar       | -        |

| 06-11-19 | 6ª giornata                | 04-04-20 |
| 16-10    | Quinto - CC Napoli         | -        |
| 20-2     | Pro Recco - Lazio          | -        |
| 13-15    | Telimar - Trieste          | -        |
| 14-12    | Savona - Roma              | -        |
| 16-3     | Sport Management - Salerno | -        |
| 6-14     | Posillipo - AN Brescia     | -        |
| 14-6     | Ortigia - Florentia        | -        |

| 27-11-19 | 9ª giornata              | 29-04-20 |
| 19-5     | Pro Recco - Quinto       | -        |
| 10-13    | Lazio - Sport Management | -        |
| 8-13     | CC Napoli - Ortigia      | -        |
| 12-11    | Salerno - Roma           | -        |
| 14-10    | Trieste - Florentia      | -        |
| 10-12    | Posillipo - Savona       | -        |
| 11-7     | AN Brescia - Telimar     | -        |

| 01-02-20 | 12ª giornata              | 16-05-20 |
| 6-9      | Telimar - Posillipo       | -        |
| 10-10    | Salerno - Savona          | -        |
| 5-1      | Sport Management - Quinto | -        |
| 14-6     | Trieste - CC Napoli       | -        |
| 5-18     | Florentia - AN Brescia    | -        |
| 8-7      | Roma - Lazio              | -        |
| 12-18    | Ortigia - Pro Recco       | -        |

## Verdetti
Non assegnazione del titolo di campione d'Italia a causa della sospensione del campionato a causa della pandemia di COVID-19. Nessuna retrocessione o promozione.